# Blond: Eva Blond! – Der Zwerg im Schließfach
Der Zwerg im Schließfach ist ein deutscher Kriminalfilm von Hermine Huntgeburth aus dem Jahr 2004. Es handelt sich um den dritten Film zur Sat.1-Kriminalfilmreihe Blond: Eva Blond! mit Corinna Harfouch in der Titelrolle. Die Erstausstrahlung erfolgte am 12. Mai 2004 als Mittwochsfilm zur Hauptsendezeit auf Sat.1.

## Handlung
Die unter einer Rechtschreibschwäche leidende Kommissarin Eva Blond ermittelt mit ihrem türkischen Assistenten Alyans Karan. Sie werden zu einer Leiche eines Kleinwüchsigen in einem Bahnhofsschließfach gerufen, der in einen nassen braunen Lederkoffer deponiert wurde. Der Tote stellt sich als der im Kiez als „Zwerg Suleiman“ bekannte heraus. Die Ermittlungen im türkischen Kiezmilieu in Berlin-Kreuzberg übernimmt Blond als Mann verkleidet undercover und ermittelt im Kreise der dort ansässigen Geldeintreiber.

## Kritik
Die Kritiker der Fernsehzeitschrift TV Spielfilm gaben dem dritten Film von Blond: Eva Blond! je einen von drei möglichen Punkten in den Kategorien „Anspruch“, „Action“ und „Erotik“ sowie zwei Punkte in den Kategorien „Humor“ und „Spannung“. Sie merkten an: „Türken in Berlin, der Islam und die Frauen: Auf dieser bunten Themenwiese stehen reichlich Fettnäpfchen! Doch die bestens aufgelegten Darsteller umspielen sie mit solcher Leichtigkeit, dass man (und frau) staunt: ein intelligenter, spannender Krimispaß mit tollen Dialogen und Monologen!“ und konstatierten: „Diese(s) Blonde schmeckt uns“. Der Film erhielt insgesamt die bestmögliche Wertung, Daumen nach oben.